# Ferrovia Pont-Brassus
La ferrovia Pont – Brassus (acronimo PBr) è una linea ferroviaria svizzera che unisce Le Pont, frazione di L'Abbaye, con Le Brassus. Lunga 13 km è a scartamento normale e a binario unico.
Dal 1º gennaio 2001 fa parte del gruppo Transports Vallée de Joux, Yverdon-les-Bains, Sainte Croix (Travys).

## Storia
A seguito dell'apertura, il 31 ottobre 1886, della linea ferroviaria da Le Pont a Vallorbe da parte della compagnia Pont-Vallorbe (acronimo PV, assorbita a decorrere dal 1º gennaio 1891 dalla Compagnia del Giura-Sempione), si fece forte il desiderio di vedere anche il resto della Valle di Joux collegato alla rete ferroviaria. Allo scopo viene costituita la Compagnia Pont-Brassus, la quale inaugura, il 21 agosto 1899, la linea omonima. L'esercizio è subito affidato alla Compagnia del Giura-Sempione. Al momento del riscatto di quest'ultima, il 1º maggio 1903, l'esercizio viene ripreso dalla PBr, «ma senza il servizio della trazione e dei treni», il quale viene affidato alle FFS. La trazione è a vapore sino al 2 ottobre 1938, quando viene attivata l'elettrificazione a 15 kV, 16 2/3 Hz di tutta la tratta da Le Day a Le Brassus. Grazie all'acquisizione di due moderne elettromotrici RBDe 568 384-385 con le relative rimorchiate semipilota la Compagnia PBr riprende a partire dal 1989 il servizio della trazione. Con effetto dal 1º gennaio 2001 la Compagnia PBr è assorbita dal gruppo Transports Vallée de Joux, Yverdon-les-Bains, Sainte Croix (Travys).
Il 27 aprile 2009 viene aperta la nuova stazione di testa di Le Brassus, spostata di 90 m in direzione di Vallorbe rispetto alla precedente.

## Caratteristiche
La linea, a scartamento normale e binario unico, è lunga 13 km. La linea è elettrificata a corrente alternata con la tensione di 15 kV; la pendenza massima è del 38 per mille.

### Percorso

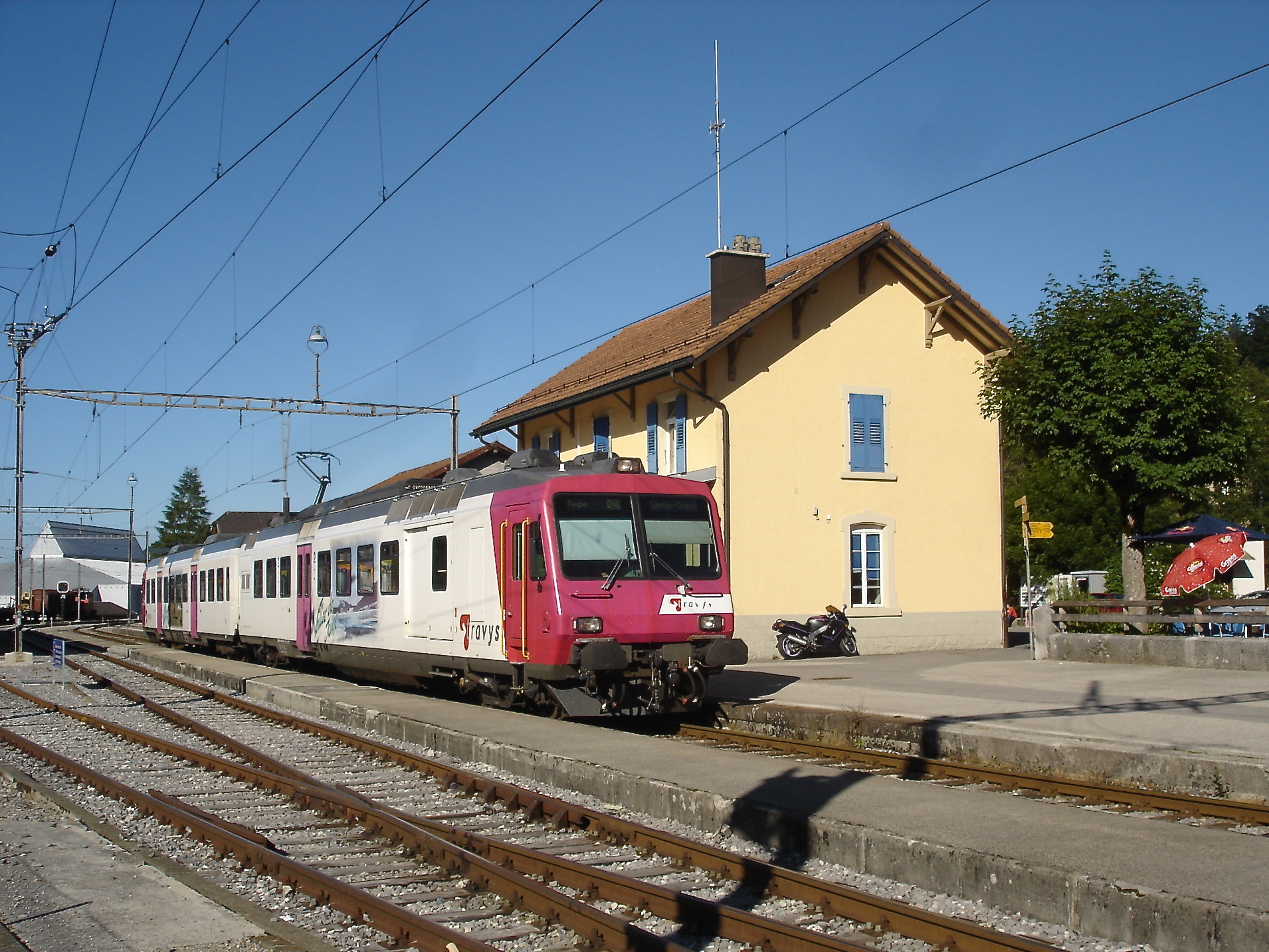
RBDe 568 384 del Travys a Sentier-Orient

| Continuation backward |

| Unknown route-map component "BHFSPLa" |

| Unknown route-map component "vWBRÜCKE1" |

| Unknown route-map component "vBHF" |

|  | Unknown route-map component "vSHI1l-STRl" | Unknown route-map component "LSTRq" |

| Enter and exit short tunnel |

| Station on track |

| Stop on track |

| Stop on track |

| Station on track |

| Enter and exit short tunnel |

| Enter and exit short tunnel |

| Stop on track |

| Stop on track |

| Stop on track |

| Station on track |

| Stop on track |

| Unknown route-map component "eHST" |

| Small bridge over water |

| End station |

## Materiale rotabile
La dotazione di rotabili di Travys nel 2013 contava i seguenti mezzi (ai quali sono da aggiungere vari carri di servizio):
Locomotive
- Re 420 503-6, entrata in servizio nel 1967 come Re 4/4 II 11119, ceduta alla BLS nel 2004 (Re 420 503) e acquisita da Travys nel 2013.

Elettromotrici
- RBDe 560 384 Lac Brenet (1989/2009)
- RBDe 560 385 Lac de Joux (1989/2009)
- ABDe 4/4 538 316-1 (1965), in servizio presso Travys dal 2004, precedentemente presso TPF/MThB/Thurbo.

Carrozze semipilota
- ABt 50 85 39-43 984-6 Lac Brenet (1989/2009)
- ABt 50 85 39-43 985-3 Lac de Joux (1989/2009)
- Bt 50 34 29-33 204-5 (1965), in servizio presso Travys dal 2004, precedentemente presso TPF/MThB/Thurbo.

Carrozze
- B 50 85 29-43 384-1 Lac Brenet (2009)
- B 50 85 29-43 385-8 Lac de Joux (2009)
- B 50 35 20-34 304-0 (1985), affittata a Travys dai TRN (Transports Régionaux Neuchâtelois) a partire dal 2008.

Trattori
- Te II 219 306 (1968), in servizio presso Travys dal 2000.
- Tm 2/2 238 303 (1993)
- Tem III 329 (1957), in servizio presso Travys dal 2012.
- Tm I 238 305 (1962), in servizio presso Travys dal 2000.